# Дрегуцешть
Дрегуцешть, Дрегуцешті (рум. Drăguțești) — село у повіті Горж в Румунії. Входить до складу комуни Дрегуцешть.
Село розташоване на відстані 234 км на захід від Бухареста, 7 км на південний захід від Тиргу-Жіу, 85 км на північний захід від Крайови.

## Населення
За даними перепису населення 2002 року у селі проживали 1044 особи, усі — румуни. Усі жителі села рідною мовою назвали румунську.